# What Fun!
What Fun! is een Nederlandse reggaegroep uit Haarlem die bestond van 1981 tot 1989 en heropgericht werd in 2005. De groep had in 1983 een hit met The right side won.

## Biografie
What Fun! werd in 1981 opgericht door saxofonist John O'Hare. In de beginperiode bestond de groep naast de oprichter uit zanger Martin Richardson, gitarist Nico Notebaart, toetsenist Ernst Renout, drummer Carl Cabenda en bassiste Linda Rolinger. Later verliet Rolinger de groep en kwamen Els Geuzebroek, Han Voet, Patricia van Zoeren, Christian Sade en de achtergrondzangeressen Elsken Pompe, Sita Hes en Yolande Berendsen erbij. De meeste nummers werden geschreven door O'Hare en Richardson.
In het najaar van 1983 brak de groep door dankzij een optreden in het Hilversum 3 radioprogramma VARA's Popkrant, waar ze het nummer The right side won live speelden. De plaat ging over de onzin van oorlog voeren en was een reactie tegen de Falklandoorlog die een jaar eerder woedde. What Fun! trad ook op televisie op in de pop programma's AVRO's Toppop en Countdown van Veronica.
De plaat werd op dinsdag 8 november 1983 door dj Felix Meurders verkozen tot Verrukkelijke Hittip bij de VARA en was op vrijdag 16 december 1983 Veronica Alarmschijf op Hilversum 3. De plaat werd een gigantische hit in de destijds drie hitlijsten op Hilversum 3. De plaat bereikte begin 1984 de 3e positie in zowel
de Nederlandse Top 40, de Nationale Hitparade en de TROS Top 50. In de Europese hitlijst op Hilversum 3, de TROS Europarade, werd de 24e positie bereikt.
In België bereikte de plaat de 8e positie in de Vlaamse Ultratop 50 en de 6e positie in de Vlaamse Radio 2 Top 30.
Het lukte de groep nadien echter niet het succes voort te zetten. De opvolger Let's get digital, over het toenemende computergebruik, kwam in het voorjaar van 1984 niet verder dan de 31e positie in de Nationale Hitparade. De Nederlandse Top 40 en de TROS Top 50 werden niet bereikt. De verkoop van het album Having fun? viel tegen. Let's get digital is waarschijnlijk een van de eerste singles die software bevat. Op het hoesje staat de tekst "This record contains a computer programme in N.O.S. BASICODE" (Deze opname bevat een computerprogramma in N.O.S. BASICODE). Als je dit 'programma', dat als geluidssignaal op de single geperst stond, kopieerde naar een Compact cassette en dat vervolgens laadde met een homecomputer kreeg je op het scherm het groepslogo van What Fun! te zien.
Hoewel What Fun! geen hits meer op zijn naam wist te schrijven, bleef de groep in Nederland en Vlaanderen optreden. Er waren ook plannen om The right side won in Zuid-Afrika uit te brengen, maar dat werd verboden, omdat er zowel blanke als zwarte muzikanten in What Fun! zaten (Martin Richardson en Carl Cabenda zijn zwart). In het Verenigd Koninkrijk werd de single wel uitgebracht, maar mede vanwege de kritiek op de Britse positie in de Falklandoorlog werd deze single niet op de radio gedraaid. In 1985 bracht What Fun! een derde single uit met de titel Many men, many minds, maar deze bleef buiten de bekendheid en bereikte de drie hitlijsten op Hilversum 3 niet. In 1989 ging de groep uit elkaar. John O'Hare bleef nadien nog actief als tekstdichter. Hij schreef onder andere de tekst van No goodbyes voor Linda Wagenmakers dat in 2000 het Nationaal Songfestival won en dertiende werd op het Eurovisiesongfestival in Stockholm.
What Fun! werd in 2005 heropgericht door vijf van de originele leden: Richardson, O'Hare, Renout, Notebaart en Cabenda. De groep werd aangevuld met bassist Jort van Kruiningen en drie nieuwe achtergrondzangeressen: Ellen, Nanda en Ezra.

## Bezetting

### Jaren 80
- Martin Richardson
- John O'Hare
- Ernst Renout
- Nico Notebaart
- Carl Cabenda
- Els Geuzebroek
- Han Voet
- Elsken Pompe
- Sita Hes
- Yolande Berendsen
- Patricia van Zoeren
- Christian Sade

### Huidige bezetting
- Martin Richardson
- John O'Hare
- Ernst Renout
- Nico Notebaart
- Carl Cabenda
- Jort van Kruiningen
- Ellen
- Nanda
- Ezra

## Discografie

### Singles
| Single met eventuele hitnotering(en) in de Nederlandse Top 40 | Datum van verschijnen | Datum van binnenkomst | Hoogste positie | Aantal weken | Opmerkingen                                                                            |
| ------------------------------------------------------------- | --------------------- | --------------------- | --------------- | ------------ | -------------------------------------------------------------------------------------- |
| The right side won                                            | 1983                  | 24-12-1983            | 3               | 8            | #3 in de Nationale Hitparade / #3 in de TROS Top 50 / Veronica Alarmschijf Hilversum 3 |
| Let's get digital                                             | 1984                  | 12-5-1984             | tip             |              | #31 in de Nationale Hitparade                                                          |

| Single met hitnotering(en) in de Vlaamse Ultratop 50 | Datum van verschijnen | Datum van binnenkomst | Hoogste positie | Aantal weken | Opmerkingen             |
| ---------------------------------------------------- | --------------------- | --------------------- | --------------- | ------------ | ----------------------- |
| The right side won                                   |                       | 1984                  | 8               |              | #6 in de Radio 2 Top 30 |